# Kawer (Adelsgeschlecht)

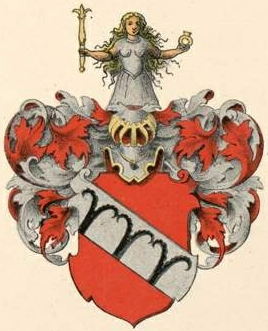
Wappen der Familie Kawer

Das Geschlecht Kawer wurde um die Mitte des 15. Jahrhunderts erstmals im Kirchspiel Wenden bekannt, dort hatte es um Aya einen größeren Grundbesitz erworben. Es ist als ein sogenanntes autochthones estländisches Geschlecht anerkannt. In den urkundlichen Überlieferungen traten die Kawern vereinzelt im 15. Jahrhundert auf und erst im 16. Jahrhundert wurde eine vermehrte Beurkundung ihres Wirkens dokumentiert. Nach der Jahrhundertwende hatte sich das Geschlecht in mehrere Linien gespalten und mehrere Familienmitglieder wurden als aktive Personen in der dörptschen Stiftsritterschaft aufgeführt. Ihnen wurde diplomatisches Geschick beschieden, das dazu führte, dass sie mehrmals als Gesandte oder Vermittler entsandt worden sind. Aber auch in innenpolitischen Konflikten kamen Führungspersönlichkeiten hervor, die den Namen Kawer trugen. Die Mehrzahl der männlichen Glieder traten die Offizierslaufbahn an und waren in die livländischen Ritterschaft eingebunden.

## Namensgebung
In älteren Urkunden lauteten einige namentliche Endsilben –veer oder –vier, gelegentlich auch –viger. Dies ließe den Schluss zu, dass es sich dabei um estnische Ortsnamen, die aus dem estnischen Wort „järw“ stammen und See bedeuten, handelte. Im Laufe der Zeit und der sprachlichen Veränderungen wurden die Wörter zusammengesetzt oder verkürzt und zu „-awer“, wie bei Kawer. Vermehrt tauchte diese Namensgebung bei der Namensgebung der Geschlechter Rastijerwe und Gavijerwe im Kreis Dorpat auf.

## Schwedischer Adel
Lubrecht († 1608 in Örebro), auch als Lubert bekannt, war der Sohn des estländischen Landrats Diedrich Kawer († 1588 in Reval). Nach seinem Studium in Königsberg ging er 1571 in den Dienst des Herzogs Karl von Södermanland, der später als Karl IX. (1550–1611) schwedischer König wurde. 1575 wurde er Kammerjunker des Herzogs und wurde 1580 Ratsverwandter, 1586 wurde er fürstlicher Rat und übernahm 1599 das Statthalteramt von Nyköping. In dieser Funktion gehörte er zum schwedischen Kleinadel (svenner), gleichbedeutend dem deutschen Ritterstand. Am 27. Mai 1602 wurde er zum schwedischen Reichsrat gewählt und war unter den 26 Mitgliedern des schwedischen Reichsrats der einzige Ausländer. Er starb ohne Nachkommen und vererbte seine Besitzungen an seine Schwestern.

## Russischer Adel
Gustav Wilhelm von Kawer (1779–1844) war ein Generalmajor der kaiserlich-russischen Armee. Er war mit Amalie von Schlippenbach (1785–1828) verheiratet. Seine militärische Laufbahn begann 1797 in Russland, als Offizier gehörte er dem russischen Adel an. 1833 erhielt er seinen Abschied. Zu seinen hohen Auszeichnungen gehörten: der russische Orden des Heiligen Georgs (1823) und der preußische Verdienstorden Pour le Mérite (1833).

## Wappen
Im roten Wappenschild ein silberner Schrägbalken, belegt mit drei schwarzen Steinbockgehörnen. Die Helmzier zeigt eine wachsende silberne gekleidete Jungfrau mit fliegendem Haar und bloßen Armen, in der Rechten ein goldener Zepter, in der Linken einen goldenen Ring haltend. Die Helmdecke ist Silber und Rot. In älteren Siegelabdrücken sind abweichend hiervon statt der Steinbockgehörne auch Widderköpfe.

## Besitzungen
Zu den vorübergehenden Gütern der Familie Kawer gehörten die Güter und Ländereien Kagrimois, Ahja, Kawershof-Carolen, Kawershof-Oldenthorn, Ayakar, Kersel, Loper, Immafer, Woitser, Kawershof (Kirchspiel Oberpahlen), Quellenhof, Kerro, Finn, Tarokas und Habbinen, die allesamt auf dem Gebiet des heutigen Estland liegen.

### Loper und Woitfer
Nach dem Verlust ihrer Güter im Kreis Dorpat erwarb eine Linie das kleine Gut Loper im Oberpahlen. Unter schwierigen finanziellen und dynastischen Verhältnissen leidend, haben sie sich fast 200 Jahre, bis in das Jahr 1788, auf diesem Gut aufgehalten. Woldemar von Kaver verkaufte 1788 das kleine Gut Loper. Ab 1814 stand im Besitz der Familie von Stryck, bis es schließlich 1838 an Wilhelm Otto Emmers überging.
Woitfer (estnisch: Võikvere mõis) war eine Beigut von Loper, das der Assessor von Kawer im Jahre 1766 verkaufte.

### Kawershof
Seit 1541 hieß die Ortschaft Rastgarwe, sie wurde im 16. Jahrhundert zum Gut Restjerw und kam in den Besitz von Jürgen Kawer, daher erhielt es auch den Namen Kawershof (estnisch: Kaagjärve). Ab 1627 kam es in Besitz der Familie Stagnitz, Golovin und von Brüggen. 1919 wurde es von Heinrich von Grote (1872–1946) erworben. In den 1850er-Jahren wurde das stilvolle Neorenaissance-Hauptgebäude errichtet (heute zu einer Schule umgebaut).

## Stammfolge
- Claus
  - Jürgen (1516–1543), Herr auf Kawershof (Rastgerwe); ⚭ Anna von der Lude
- Hinrik Caveer † 1512, Herr auf Ahja
  - Lubbrecht Kawer † 1537, Burggraf von Oldenthorn[8]; ⚭ Margaretha till Tammenpe och Vitthus
    - Diedrich Kawer † 1588, estländischer Landrat; ⚭ 2. Ehe Elisabeth von Mengden
    - Lubert Diedriksson von Cawer (siehe unten) † 1608 in Örebro; ⚭ Gunilla Jönsdotter Rosenstråle † 1636

  - Engelbrecht I. Caveer † 1545, Herr auf Awelpallo; ⚭ Maye von Tiesenhausen
    - Engelbrecht II. † 1554, Herr auf Awenpollo, Urcks und Kersel
      - Engelbrecht III. † 1623, Herr auf Ayakar, Urcks, Kerro und Loper; ⚭ 2. Ehe Dorothea Aderkas († 1610 in Reval)
        - Engelbrecht IV. † 1658, Herr auf Loper, Immaser und Woitfer
          - Hermann Engelbrecht V.; ⚭ Magdalena Böseken († 1735)
            - Engelbrecht VI. Johann † 1710 in Reval, schwedischer Kapitän; ⚭ Margarethe von Engelhardt † 1710
              - Woldemar Johann † 1750, Herr auf Loper, russischer Major; ⚭ Regina von Glasenapp † 1771
              - Berend Gustav * um 1706, † 1770 in Loper, Herr auf Loper, Immaser und Woitfer, russischer Major; ⚭ Beata von Gröningen (* 1716)
                - Gustav Woldemar * 1737, † 1807 in Reval, russischer Oberst
                - Johann Engelbrecht * 1739, † 1793, Hofrat, Assessor des Hofgerichts zu Sankt Petersburg
                - Woldemar Diedrich * 1741 in Loper, † 1801, Herr auf Loper, russischer Oberstleutnant; ⚭ Marie Adam * 1757
                  - Gustav Wilhelm (1779–1833), Generalmajor; ⚭ Amalie von Schlippenbach (1785–1828)
                    - Friedrich Paul * 1822 in Ostrogodsk, † 1887 in Reval, Major; ⚭ Hedwig von Stauden (1830–1908)
                      - Theodor Woldemar Ernst * 1864 Wilkomir, † 1943 Dresden; ⚭ Ella Stender (1878–1943)
                        - Hans-Jürgen * 1903 in Riga, † 1985 in Frankfurt am Main, Dipl. Ing
                        - Helmut * 1904 in Riga, † Dezember 1942 Stalingrad[9]

                    - Alexander Georg * 1825 im Gouvernement Woronesch; ⚭ Alexandrine Peacock (* 1835)
                      - Alexander (* 1875, † ermordet 1915 in Teheran), russischer Vizekonsul